# Рябинове
Рябинове (рос. Рябинове) — селище Черняховського району, Калінінградської області Росії. Входить до складу Каменського сільського поселення.
Населення —  12 осіб (2015 рік). 

## Населення
| 2002 | 2010 |
| ---- | ---- |
| 15   | ↘12  |